# Šime Batović
Šime Batović (Vrsi, 7. srpnja 1927. - Zadar, 13. listopada 2016.) hrvatski arheolog. 

## Životopis
Osnovnu školu pohađao je u Vrsima, gimnaziju u Šibeniku (1940. – 1943.) i Zadru (1946. – 1949.), a 1953. diplomirao arheologiju na Filozofskom fakultetu u Zagrebu. Doktorirao je na zagrebačkom Sveučilištu temom Stariji neolitik u Dalmaciji.
Od 1953. do 1966. bio je kustos, a od 1966. do 1978. ravnatelj Arheološkog muzeja Zadar. Na Sveučilištu u Zadru predavao je prapovijesnu arheologiju, a obnašao je i dužnost dekana Filozofskog fakulteta u Zadru. Uglavnom je istraživao mlađe kameno doba i starije željezno doba u sjevernoj Dalmaciji i Hrvatskom primorju.
Od 1971. do 1973. bio je predsjednik Hrvatskog arheološkog društva, čiji je i počasni član. Dobitnik je Nagrade za životno djelo "Don Frane Bulić", kao i Nagrade grada Zadra za životno djelo, a u prigodi obilježavanja 85. obljetnice života, te 60. obljetnice rada Arheološki muzej u Zadru mu je posvetio dvobroj časopisa Diadora.

## Istraživački radovi
Vodio je brojna iskapanja, posebno u sjevernoj Dalmaciji: groblje ilirskog plemena Liburna u Ninu (1954. – 1969.), Jovićima (1957.), Biljanima Donjim (1958., 1959.) i Dobropoljcima (1961.), kao i ilirska naselja u Ninu (1968. – 1970.), Zadru (1961. – 1971.), Bribiru (1961. – 1969.), Radovinu (1963. – 1969.). Iskapao je i iz neolitička naselje: u Smilčiću (1957. – 1962.) i Ninu (1961.). Istraživao je također lokalitete iz rimskog doba: groblje i vilu rustiku u Zadru (1953. – 1954.), vilu rustiku i mauzolej u Vrsima (1961., 1972. i 1979.). Iz srednjeg vijeka iskapao je starohrvatsko groblje u Škabrnji (1956.) te groblje i dvije crkvice u Vrsima (1961., 1972. i 1979.).

## Izbor iz djela
- Oblici pogreba ilirskih Liburna (Sépultures de la peuplade illyrienne des Liburnes, 1962.)
- Stariji neolit u Dalmaciji (1966.)
- Nakit u prapovijesti sjeverne Dalmacije (1981.)
- Helenistički grobovi iz Nadina u okviru V. (zadnje) faze liburnske kulture (2013.)